# Ferdinand Marcos

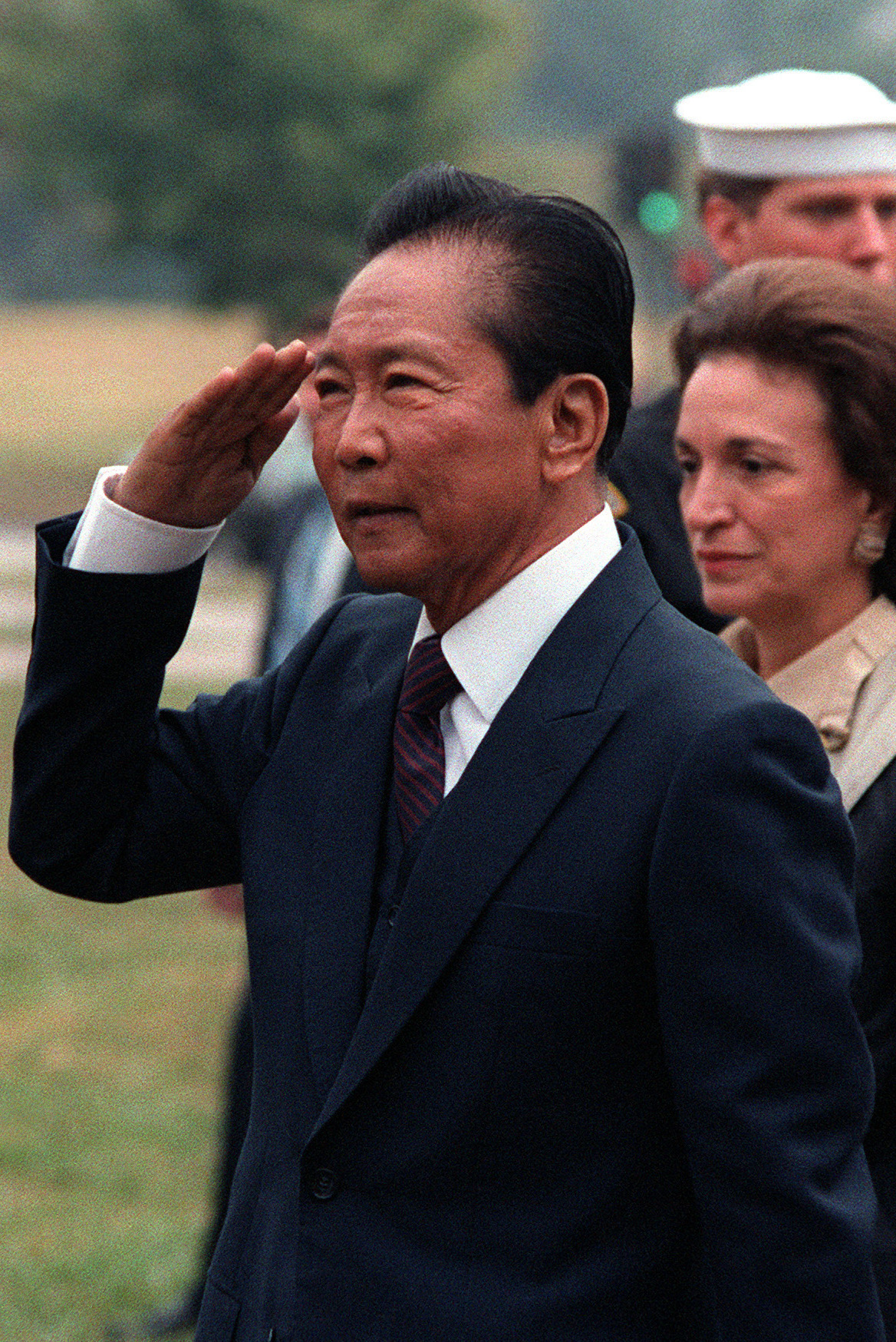
Ferdinand Marcos (1982)

Ferdinand Edralin Marcos (* 11. September 1917 in Sarrat, Provinz Ilocos Norte; † 28. September 1989 in Honolulu, Hawaii) war vom 30. Dezember 1965 bis zum 25. Februar 1986 der zehnte Präsident der Philippinen und regierte ab 1972 das Land diktatorisch. 1986 musste Marcos nach einem Volksaufstand – auch bekannt als EDSA-Revolution – das Land verlassen, und US-Präsident Ronald Reagan bot ihm und seiner Familie „ehrenwertes“ Asyl in den USA an. Wie Jovito Salonga, der Vorsitzende einer Marcos-Untersuchungskommission, feststellte, fand während seiner Präsidentschaft „eine noch nie dagewesene Plünderung einer ganzen Nation“ statt.

## Leben

### Frühes Leben und Aufstieg zur Macht
Marcos wurde in Sarrat in der Provinz Ilocos Norte geboren. Sein Vater, Mariano Marcos, war Anwalt, der sich auch in der Politik betätigte, seine Mutter, Josefa Edralin, war Lehrerin.
Marcos studierte Jura an der Universität der Philippinen. Seine erste Bewährungsprobe bestand er dadurch, dass er selbst seine Verteidigung – ihm wurde vorgeworfen, einen politischen Rivalen seines Vaters ermordet zu haben – erfolgreich organisierte. Im Jahre 1939 schloss er sein Jurastudium ab und wurde zum landesweit Erstplatzierten beim zentralen Staatsexamen.
Während des Zweiten Weltkrieges diente er zeitweise als Offizier in der philippinischen Armee und nahm am Todesmarsch von Bataan teil. Marcos’ Behauptung, dass er während der japanischen Besatzung eine Widerstandsgruppe namens Maharlika kommandierte, ist inzwischen durch Akten der amerikanischen Armee widerlegt.
Nach Kriegsende wurde er Referent bei Manuel Roxas, dem ersten Präsidenten der nun unabhängigen Philippinen. 1949 wurde er in das philippinische Unterhaus gewählt. 1954 heiratete er die Schönheitskönigin Imelda Romualdez, die ihm später bei seiner Präsidentschaftskampagne sehr helfen sollte. 1956 kam Marcos in den philippinischen Senat, dessen Präsident er 1962 wurde.
Daneben war er von 1961 bis zum 21. April 1964 Vorsitzender der traditionsreichen Liberal Party.

### Demokratische Präsidentschaft

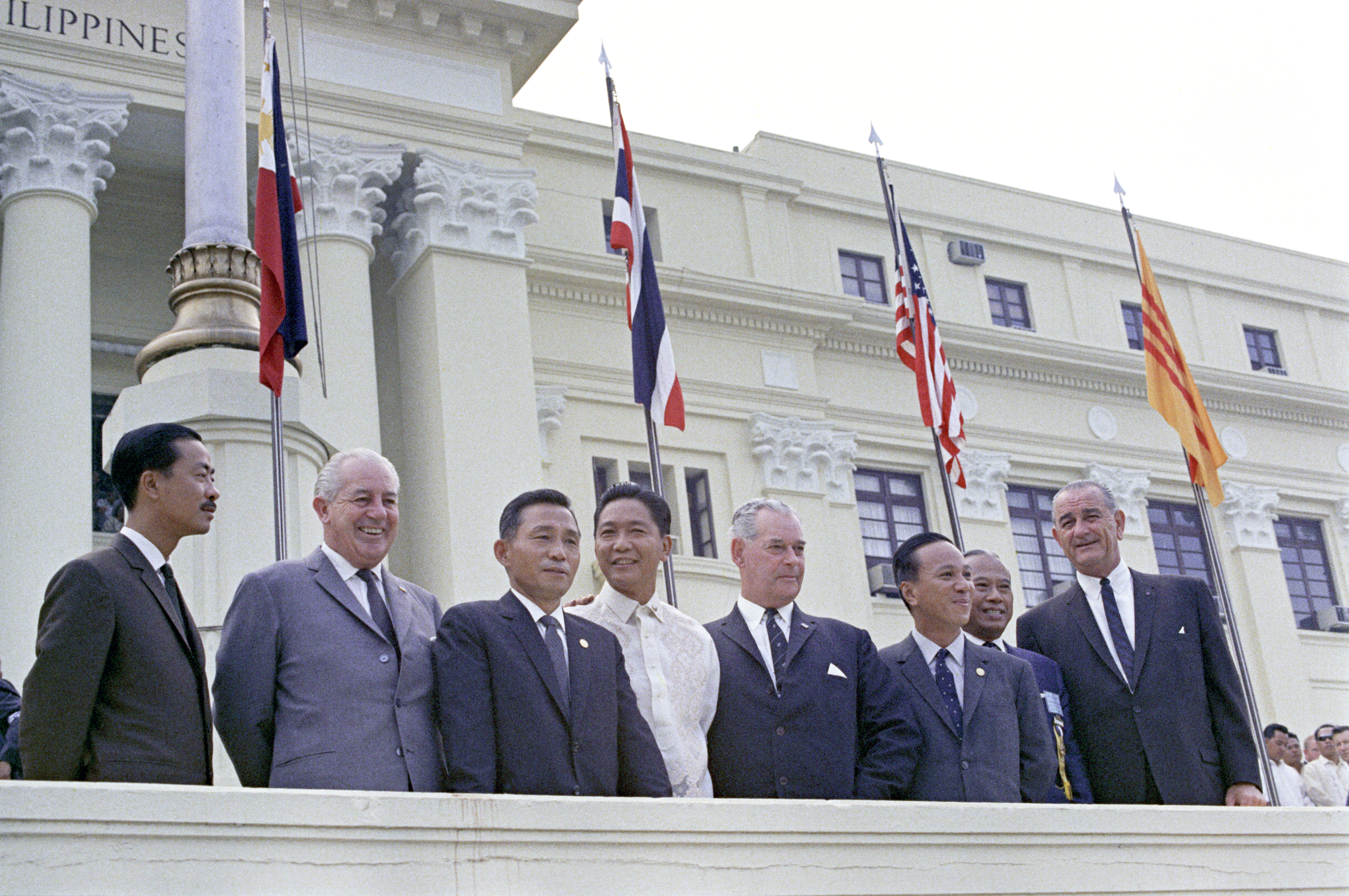
Ferdinand Marcos (4. v. l.) beim SEATO-Gipfel 1966

Nachdem die Liberale Partei Marcos nicht zum Präsidentschaftskandidaten nominieren wollte, wechselte er die Partei und trat der Nacionalista Party bei, als deren Kandidat er in den Präsidentschaftswahlkampf ging. Bei den Wahlen am 9. November 1965 gewann er mit deutlichem Vorsprung gegen den Amtsinhaber Diosdado Macapagal. Seine erste Amtszeit war geprägt von erhöhtem Wirtschaftswachstum und hohen Steuereinnahmen.
Außenpolitisch erwies Marcos sich als Stütze der US-amerikanischen Ostasienpolitik. Unter anderem schickte er von 1966 bis 1969 rund 2000 philippinische Soldaten zur US-Unterstützung in den Vietnamkrieg.
1969 wurde er als erster Präsident der Philippinen für eine zweite Amtszeit gewählt. In dieser Zeit verlangsamte sich das Wirtschaftswachstum und die Kriminalität stieg an. 1969 gründete sich die maoistische Widerstandsbewegung Nuevo Ejército del Pueblo. In den späten 1960er Jahren entstand außerdem die Nationale Befreiungsfront der Moros (MNLF). Die von Nur Misuari gegründete separatistisch-muslimische Gruppe wurde unter anderem durch Malaysia und Libyen unterstützt.
Von Januar bis März 1970 kam es zu den First Quarter Storm genannten Unruhen linker Studenten, deren Ideen denen der 68er-Bewegung oder des Pariser Mai ähnelten. In den folgenden Jahren kam es immer wieder zu Bombenexplosionen in der Hauptstadt Manila, die die Regierung den Kommunisten anlastete. Spätere Untersuchungen erbrachten Indizien dafür, dass die Anschläge auf das Konto von Provokateuren der Regierung gingen. Unter anderem wurden am 21. August 1971 bei einem Bombenanschlag auf Plaza Miranda in Manila bei einer Kundgebung der oppositionellen Liberal Party neun Menschen getötet und hundert schwer verletzt, davon acht Senatskandidaten der Liberalen Partei.
Ab Juni 1971 tagte eine verfassunggebende Versammlung, um die amerikanisch geprägte Verfassung aus dem Jahre 1935 zu ersetzen. Die Opposition befürchtete, dass Marcos die bislang verankerte Limitierung der Präsidentschaft auf maximal zwei Wahlperioden abschaffen würde.

### Kriegsrecht
Ein Anschlag auf Verteidigungsminister Juan Ponce Enrile diente als Anlass, das Kriegsrecht am 21. September 1972 zu verhängen. Marcos ließ rund 30.000 Menschen (darunter Oppositionelle, Studenten, Journalisten und Gewerkschafter) in Militärlagern inhaftieren und Privatwaffen konfiszieren. Der Kongress wurde geschlossen und das Land mit Präsidialdekreten regiert. Oppositionelle Zeitungen und Sender wurden geschlossen. Verteidigungsminister Enrile, der 1986 auf die Seite der oppositionellen Corazon Aquino wechselte, gab später zu, dass dieser Anschlag fingiert war. 1973 wurde eine neue parlamentarische Verfassung verabschiedet.
Während der Zeit des Kriegsrechts wurden weite Teile der alten Elite entmachtet. Zunächst ging es der Wirtschaft besser, erstens, weil es ruhiger war, und zweitens, weil Marcos kompetente Wirtschaftsexperten hatte. Es wurden jedoch mächtige Monopole geschaffen, die weitgehend in der Hand von Marcos’ Freunden, Verwandten und seiner Frau waren. Die Begünstigten zweigten dabei Millionen Dollar ins Ausland ab und deponierten sie unter anderem bei Schweizer Banken oder investierten sie in New Yorker Immobilien.
Die Armee wurde durch gezielte Beförderung loyaler Offiziere wie Fabian Ver, des ehemaligen Fahrers von Marcos, oder von Offizieren aus der Marcos-Region Ilocos zum persönlichen Machtinstrument des Diktators. Auch sicherte er sich durch Geschenke an seine engsten Vertrauten – der Rolex-12-Gruppe u. a. – deren Loyalität. Die Armee wurde von 58.000 Soldaten im Jahre 1971 auf 142.000 Soldaten im Jahre 1983 massiv aufgestockt.

### Ende des Kriegsrechts und der Tod von Benigno Aquino
Nach der Aufhebung des Kriegsrechts 1981 sah sich Marcos wachsender Opposition ausgesetzt, unter anderem durch die alte Elite, Teile der Streitkräfte, die mit Vetternwirtschaft und Beförderungsstau unzufrieden waren, die katholische Kirche und Geschäftsleute, die über die zunehmend kritische wirtschaftliche Lage entsetzt waren.
Am 21. August 1983 wurde der prominente Marcos-Kritiker Benigno Aquino, Jr. (1932–1983), der 1980 für einen medizinischen Eingriff in die USA ausgereist war, bei seiner Rückkehr am Flughafen von Manila erschossen. Obwohl die Tötung laut offizieller Darstellung von einem Einzeltäter durchgeführt wurde, kam eine von Marcos eingesetzte Untersuchungskommission im Oktober 1984 zu dem Schluss, dass es sich um eine Verschwörung des Militärs gehandelt hatte. Dies wurde jedoch von der Regierung ignoriert, die Ende 1985 Fabian Ver und weitere Militärs freisprach.
Millionen Menschen nahmen am Trauerzug für Benigno Aquino teil. Seine Witwe Corazon Aquino wurde nun zur Symbolfigur für die Opposition und war auch im Volk sehr beliebt. Dies war besonders wichtig, weil die Mitglieder der Opposition bislang weitgehend aus der städtischen Elite und der Mittelschicht entstammten.

### Absetzung und Exil

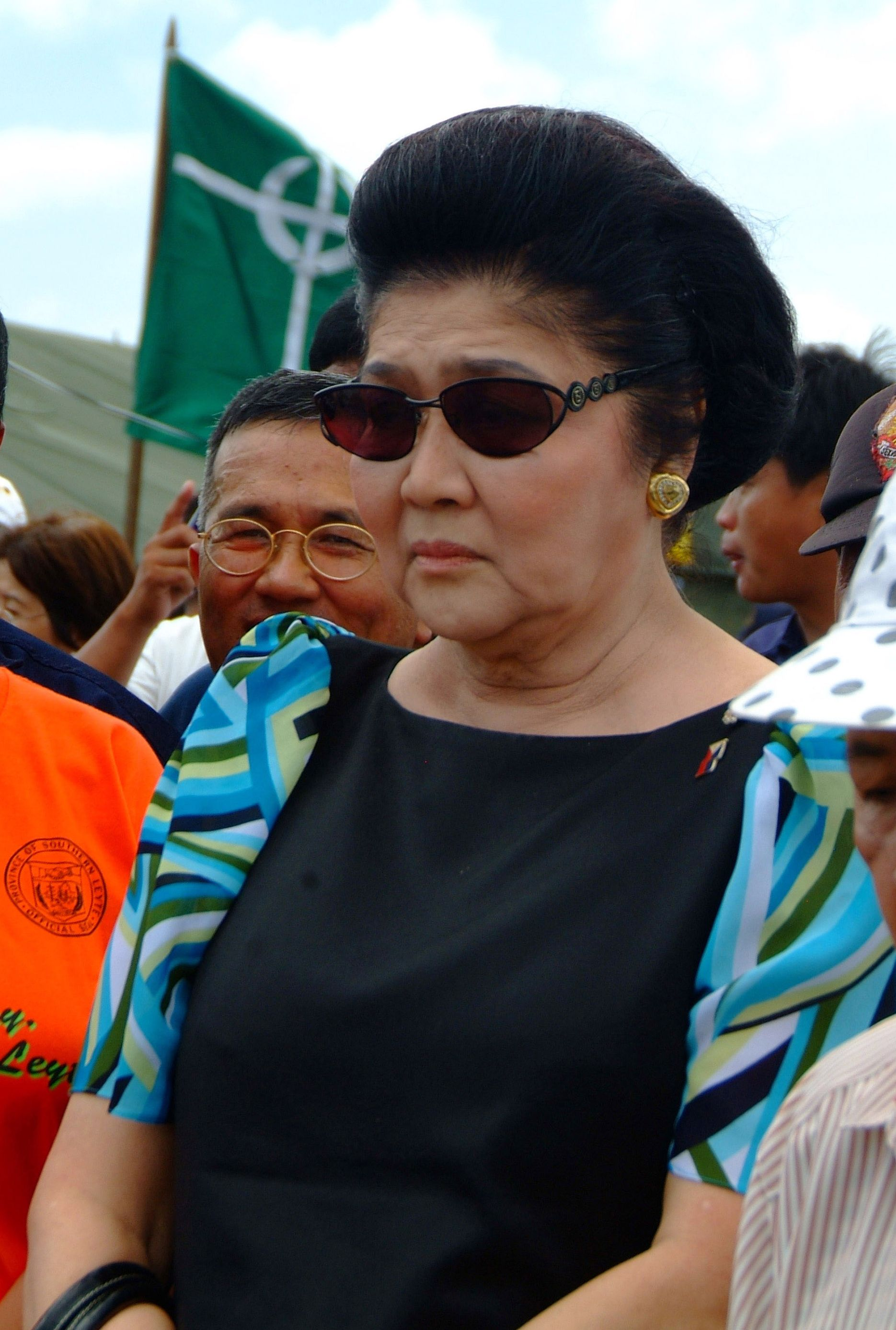
Imelda Marcos (2006)

Aufgrund der wachsenden Opposition rief Marcos Ende 1985 vorgezogene Neuwahlen aus, die am 7. Februar 1986 stattfanden. Wichtigste Gegenkandidatin war Corazon Aquino. Die Wahlen fanden unter Beobachtung der USA und weltweiter Medien statt. Obwohl Wahlbeobachter und Medien massiven Wahlbetrug feststellten, erklärte die Marcos-treue Nationalversammlung ihn am 15. Februar zum Wahlgewinner.
Am 22. Februar forderten Verteidigungsminister Juan Ponce Enrile und der Vize-Armeechef General Fidel Ramos Marcos zum Rücktritt auf. Sie verschanzten sich zusammen mit ihren Truppen in den gegenüberliegenden Militärbasen Camp Crame und Camp Aguinaldo, die an der großen Ringstraße Manilas (EDSA) liegen. Kardinal Jaime Lachica Sin rief das Volk über den Kirchensender Radio Veritas auf, die Aufständischen zu unterstützen. In den folgenden Tagen demonstrierten hunderttausende Menschen auf der EDSA-Avenue und blockierten den Zugang zu den Militärbasen. Darunter befanden sich auch viele Priester und Nonnen, die in einer nächtlichen Prozession vor dem Präsidentenpalast demonstrierten, bei der sie eine Replik der Schutzpatronin der Philippinen und der Streitkräfte, der Our Lady of the Rosary of the Philippines: La Naval of Manila, bei sich trugen, für eine friedliche Haltung des Militärs beteten und den Rücktritt von Marcos forderten. Die Marcos-treuen Einheiten wagten es daraufhin nicht, den gewaltlosen Widerstand der EDSA-Revolution zu brechen – einige Einheiten wechselten sogar zu den Aufständischen. Ferdinand Marcos war seiner zwei wichtigsten Machtinstrumente beraubt.
Corazon Aquino wurde am 25. Februar 1986 als erste Präsidentin der Philippinen vereidigt. Am gleichen Tag ließ sich Marcos in einer einsamen Zeremonie im Präsidentenpalast, in dem er sich noch verschanzte, als Präsident vereidigen. Er floh allerdings am selben Abend zusammen mit seiner Familie auf Anraten des US-Senators Paul Laxalt. Die Reagan-Administration stellte ihm am 26. Februar 1986 eine Militärmaschine als Fluchtgefährt zur Verfügung. Mit Hilfe der auf den Philippinen stationierten US-Armee kamen er und seine Familie nach Guam, sie reisten wenig später weiter nach Hawaii.

### Tod und Beerdigung

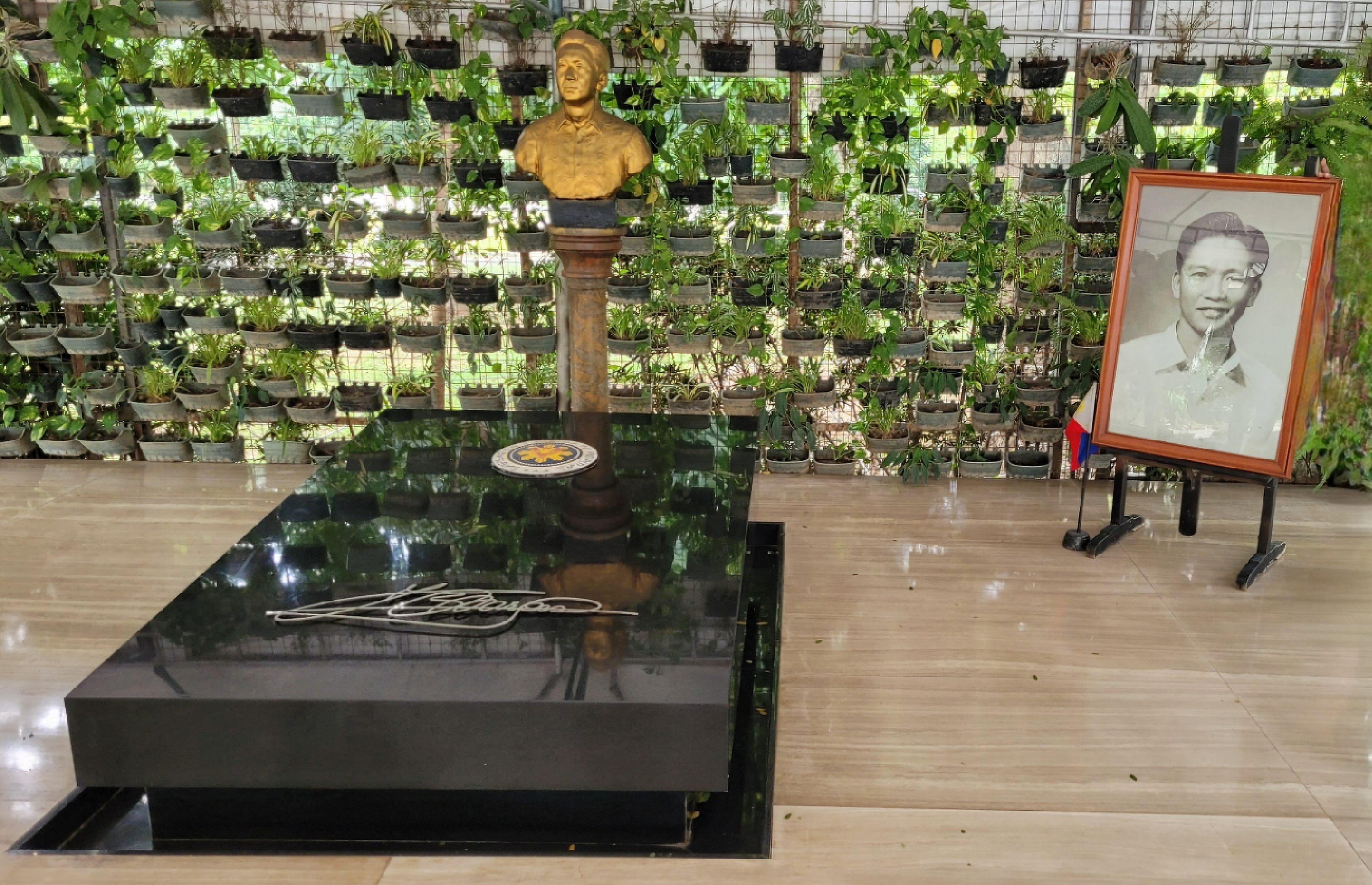
Grab von Ferdinand Marcos auf dem Heldenfriedhof in Metro Manila

Ferdinand Marcos starb am 28. September 1989 auf Hawaii. Bis zum November 2016 wurde er nicht begraben, der konservierte Leichnam wurde von seiner Frau Imelda in einem gekühlten Glassarg aufgebahrt. Seit der Rückkehr von Imelda Marcos auf die Philippinen im Jahre 1993 war dieser Glassarg in Batac in der Provinz Ilocos Norte in einem Mausoleum auf dem Marcos-Familiengrundstück für die Öffentlichkeit zugänglich. Imelda Marcos bestand weiterhin auf ein Begräbnis ihres Mannes auf dem National Heroes Cemetery in Manila, auf dem traditionell alle philippinischen Präsidenten begraben liegen. Dies wurde jedoch lange verweigert, da Marcos eine korrupte und blutige Diktatur über die Philippinen gelegt habe. Nach einem Beschluss des Obersten Gerichtshofes der Philippinen, der in der Beisetzung Marcos’ auf dem Heldenfriedhof keine Gesetzesverstöße erkennen konnte, wurde Marcos einbalsamierter Leichnam am 18. November 2016 im Beisein seiner Witwe, seiner Kinder und Enkelkinder mit militärischen Ehren dort beigesetzt.

## Kinder
Marcos’ einziger Sohn, Ferdinand Marcos Jr., auch Bong Bong genannt, war zwischen 1998 und 2007 Gouverneur von Ilocos Norte und ist seitdem Kongressabgeordneter. Im Mai 2022 wurde er in einer von irregulären Vorkommnissen begleiteten Wahl zum Präsidenten der Philippinen gewählt, wobei er während des Wahlkampfes die Regierungszeit seines Vaters verherrlichte. Marcos’ älteste Tochter Imee Marcos ist ebenfalls Politikerin und war Mitglied des philippinischen Kongresses.